# Ksar el Boukhari
Ksar el Boukhari är en ort i Algeriet.   Den ligger i provinsen Médéa, i den norra delen av landet, 100 km söder om huvudstaden Alger. Ksar el Boukhari ligger 621 meter över havet och antalet invånare är 77 166.
Terrängen runt Ksar el Boukhari är kuperad norrut, men söderut är den platt. Runt Ksar el Boukhari är det ganska tätbefolkat, med 108 invånare per kvadratkilometer. Det finns inga andra samhällen i närheten. Omgivningarna runt Ksar el Boukhari är i huvudsak ett öppet busklandskap.